# Conor Burns
Conor Burns (sinh ngày 24 tháng 9 năm 1972) là chính khách của đảng Bảo thủ Anh và là cựu giám đốc điều hành quan hệ công chúng, từng là Nghị sĩ Quốc hội (MP) cho Bournemouth West kể từ năm 2010. Ông đã ba lần từ chức Chính phủ Anh Quốc, lần gần đây nhất giữ chức Bộ trưởng Chính sách Thương mại năm 2020, sau khi một cuộc điều tra của Ủy ban Tiêu chuẩn cho thấy ông đã thực hiện "các mối đe dọa che giấu" để sử dụng đặc quyền để "tiếp tục lợi ích của gia đình mình" trong một tranh chấp tài chính liên quan đến cha mình.
Burns là Thư ký riêng của Quốc hội (PPS) cho Bộ trưởng Ngoại giao Bắc Ireland từ năm 2010 đến 2012, trước khi từ chức Chính phủ do ông phản đối Dự luật cải cách Hạ viện 2012. Ông giữ chức Bộ trưởng Quốc hội cho Bộ trưởng Ngoại giao cho đến khi từ chức vào ngày 9 tháng 7 năm 2018, sau sự từ chức của đồng nghiệp cấp cao của ông, Boris Johnson. Sau khi Johnson được bổ nhiệm làm Thủ tướng, Burns giữ chức Bộ trưởng Bộ Thương mại tại Bộ Thương mại Quốc tế cho đến khi ông từ chức vào ngày 4 tháng 5 năm 2020.

## Tuổi thơ và sự nghiệp
Burns được sinh ra vào ngày 24 tháng 9 năm 1972 tại Belfast trước khi cùng gia đình đến Hertfordshire vào năm 1980. Ông được giáo dục tư nhân tại  St Columba's College, St Albans và đọc Lịch sử và Chính trị hiện đại tại Đại học Southampton. Tại Southampton, ông là chủ tịch của Hiệp hội bảo thủ của trường đại học, 1992–93 và chủ tịch của khu bảo tồn khu vực Wessex, 1993–94.
Ông đã tổ chức một số công việc trong lĩnh vực tài chính và truyền thông, gần đây nhất là một phó giám đốc của công ty các vấn đề công cộng PLMR. Trước đó, ông là Giám đốc Trung tâm Nghiên cứu Chính sách cho Doanh nghiệp; Thư ký công ty cho DeHavilland Phân phối kiến thức toàn cầu plc và Quản lý cho Mạng lưới Tư vấn Zurich.

## Đời tư
Burns là người đồng tính công khai và tuyên bố rằng ông cần "đảm bảo bằng gang" rằng các tổ chức tôn giáo sẽ không bị buộc phải tiến hành hôn nhân đồng giới trước khi ông bình chọn cho Đạo luật Hôn nhân (Cặp đôi đồng tính) 2013. Burns đã bỏ phiếu ủng hộ dự luật ở lần đọc thứ hai, nhưng không bỏ phiếu ở lần đọc thứ ba và cuối cùng.
Một người Công giáo La Mã thực hành, ông nói rằng ông cảm thấy không thể rước lễ kể từ khi Giám mục Philip Egan, giáo phận nơi Burns cư ngụ, tuyên bố rằng những chính khách đã bỏ phiếu cho hôn nhân đồng giới, ngay cả với những lời cảnh báo mà Burns đã khăng khăng (nghĩa là  "Đảm bảo rằng... các nhà thờ cuối cùng sẽ không bị ép buộc theo luật nhân quyền để tiến hành các nghi lễ như vậy), nên không tham dự bí tích.